# Salajwe
Salajwe est une ville du Botswana.